# M/F Mary
M/F Mary er en dansk færge, der sejler på overfarten over Hvalpsund mellem Hvalpsund-Sundsøre. Den blev bygget i 2006. 
Færgen kan medtage op til 147 passagerer og 30 personbiler. Den ny færge Mary, af Sleipner-Fur typen, blev sat i drift marts 2006.
Færgefart med motor- og jernbanefærge startede i 1927 med færgen M/F Hvalpsund, denne var den eneste jernbanefærge ejet af et privatbaneselskab, denne sejlede til 1980.
I 1980 blev der indsat en ny færge på ruten, Hvalpsund 2, denne havde tidligere sejlet for Motorfolkets Færge påruten over Sallingsund, mellem Pinen, Salling og Plagen, Mors
| Vandsport/vandtransport | Spire Denne vandsports- eller vandtransportsartikel er en spire som bør udbygges. Du er velkommen til at hjælpe Wikipedia ved at udvide den. |